# フォルネーロス・デ・モンテス

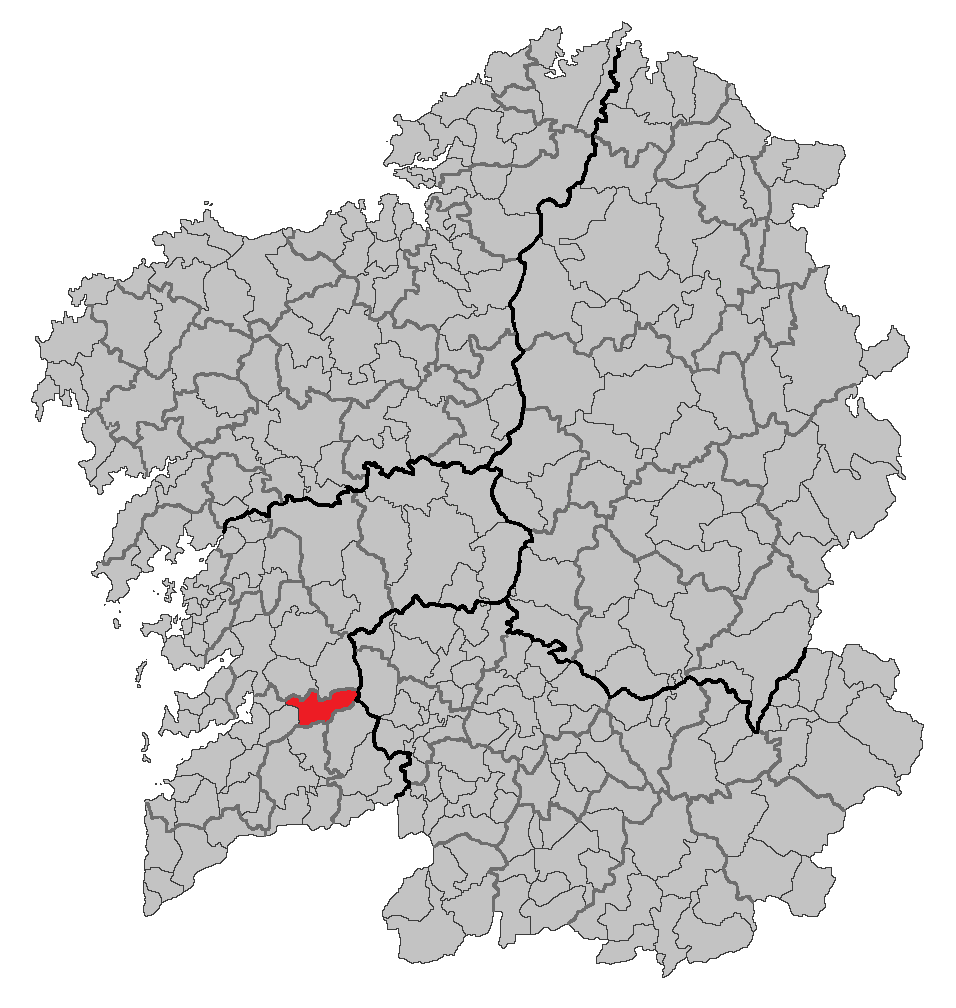

フォルネーロス・デ・モンテス（Fornelos de Montes）は、スペインガリシア州ポンテベドラ県の自治体、コマルカ・デ・ビーゴに属する。ガリシア統計局によると、2011年の人口は2,002人（2010年：1,966人、2009年：1,976人）。住民呼称は、男女同形のfornelense。
ガリシア語話者の自治体人口に占める割合は96.05％（2001年）。

## 地理
フォルネーロス・デ・モンテスは、ポンテベドラ県の中部に位置し、コマルカ・デ・ビーゴに属する。北はポンテ・カルデーラス、ア・ラマと、東はアビオン（オウレンセ県）、コベーロと、南はモンダリスと、西はパソス・デ・ボルベン、ソウトマイヨールの各自治体と隣接、自治体の中心地区はフォルネーロス・デ・モンテス教区のア・イグレーシャ地区。
フォルネーロス・デ・モンテスはレドンデーラ司法管轄区に属す。

### 人口
出典:INE（スペイン国立統計局）1900年 - 1991年、1996年 - 
住民は7の教区の24の地区（集落）に居住する。

## 政治
自治体首長はガリシア社会党（PSdeG-PSOE）のエミリアーノ・ラヘ・ロドリゲス（Emiliano Lage Rodríguez）、自治体評議員はガリシア社会：5、ガリシア国民党（PPdeG）：3、ガリシア民族主義ブロック（BNG）:1となっている（2011年5月22日の自治体選挙結果、得票順）。
| 1999年6月13日自治体選挙 |        |        |          |
| 政党                    | 得票数 | 得票率 | 獲得議席 |
| PSdeG-PSOE              | 989    | 72.83% | 8        |
| PPdeG                   | 235    | 17.30% | 2        |
| BNG                     | 130    | 9.57%  | 1        |

| 2003年5月25日自治体選挙 |        |        |          |
| 政党                    | 得票数 | 得票率 | 獲得議席 |
| PSdeG-PSOE              | 903    | 66.11% | 8        |
| BNG                     | 249    | 18.23% | 2        |
| PPdeG                   | 207    | 15.15% | 1        |

| 2007年5月27日自治体選挙 |        |        |          |
| 政党                    | 得票数 | 得票率 | 獲得議席 |
| PSdeG-PSOE              | 894    | 68.14% | 8        |
| PPdeG                   | 231    | 17.61% | 2        |
| BNG                     | 178    | 13.57% | 1        |

| 2011年5月22日自治体選挙 |        |        |          |
| 政党                    | 得票数 | 得票率 | 獲得議席 |
| PSdeG-PSOE              | 713    | 52.62% | 5        |
| PPdeG                   | 401    | 29.59% | 3        |
| BNG                     | 233    | 17.20% | 1        |

## 教区
フォルネーロス・デ・モンテスは7の教区に分けられる。太字は自治体中心地区のある教区。
- カルボス（サント・アドリアン）
- アス・エスターカス（サンタ・マリーア）
- フォルネーロス・デ・モンテス（サン・ロウレンソ）
- ア・ラシェ（サン・ショセ）
- オイタベン（サン・ビセンテ）
- トラスピエーラス（サンタ・マリーア）
- ベンティン（サン・ミゲル）